# Saint Vincent és a Grenadine-szigetek a 2011-es úszó-világbajnokságon
Saint Vincent és a Grenadine-szigetek a 2011-es úszó-világbajnokságon egy úszóval vett részt.

## Úszás
Férfi
| Versenyző     | Esemény                        | Selejtező | Selejtező | Elődöntő          | Elődöntő          | Döntő             | Döntő             |
| Versenyző     | Esemény                        | Idő       | Helyezés  | Idő               | Helyezés          | Idő               | Helyezés          |
| ------------- | ------------------------------ | --------- | --------- | ----------------- | ----------------- | ----------------- | ----------------- |
| Tolga Akcayli | Férfi 50 méteres gyorsúszás    | 25.96     | 73        | Nem jutott tovább | Nem jutott tovább | Nem jutott tovább | Nem jutott tovább |
| Tolga Akcayli | Férfi 50 méteres pillangóúszás | 30.05     | 50        | Nem jutott tovább | Nem jutott tovább | Nem jutott tovább | Nem jutott tovább |